# François-Xavier de Mérode

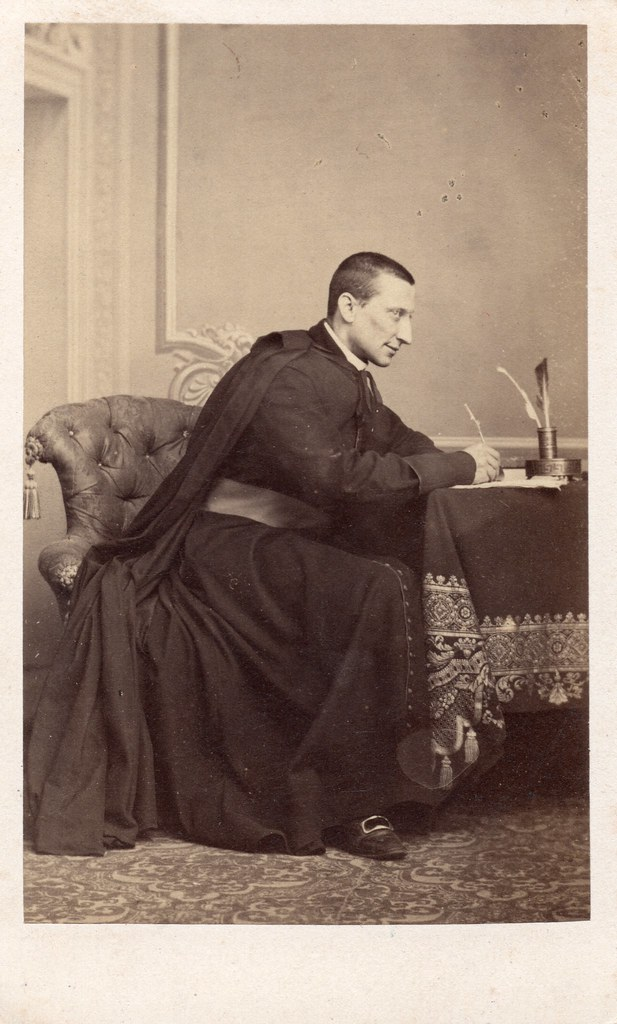

Frédéric François Xavier Ghislain de Mérode (Brussel, 26 maart 1820 – Rome, 11 juli 1874) was een Belgisch aartsbisschop, in titel aartsbisschop IPI te Mytilini op Lesbos. Hij was minister van Oorlog van de Kerkelijke Staat onder paus Pius IX ten tijde van de Italiaanse Vrijheidsstrijd. 

## Levensloop
Hij was een telg van het adellijk huis Merode. Zijn vader was Félix de Mérode. Mérode volgde middelbare school bij de Jezuïeten in Namen en ging studeren aan de Koninklijke Militaire School in Brussel (1839-1844). Nadien schreef hij zich in bij het Frans Vreemdelingenlegioen en vocht hij in Frans Algerije. Tijdens de uitreiking van het Légion d'Honneur in Parijs ontmoette hij de officier Lamoricière, met wie hij duurzame relaties aanknoopte. Van 1845-1848 verbleef hij als officier in België. In 1847-1848 ging hij in het priesterseminarie, mogelijks na een duel. Via Franse troepen van keizer Napoleon III belandde hij als aalmoezenier in de Pauselijke Staat. In de jaren 1850-1860 werd hij opgemerkt door paus Pius IX die hem de eretitels van Geheim Kamerheer (1850) en van aartsbisschop van Mytilini (1866) schonk. Dit had te maken met zijn functies van directeur van de pauselijke gevangenissen (1850) en van minister van Oorlog van de Kerkelijke staat (1860-1865).
Mérode is de grondlegger van de huidige Via Nazionale te Rome. Hij kocht tussen 1864 en 1866 het gebied op en zorgde voor een goede verbinding tussen het centrum en het nieuwe station, de Via de Mérode (de latere Via Nuova Pia en huidige Via Nazionale). Hij stichtte in Rome het College San Giuseppe van de Broeders van de Christelijke Scholen. Hij verkreeg de opdracht om namens de paus de Virga-Jessebasiliek in Hasselt pauselijk te kronen op 15 augustus 1867. Bij enkele intriges aan het pauselijk hof kreeg hij steeds de steun van de Jezuïeten.
Hij ligt begraven op het Campo Santo dei Teutonici e dei Fiamminghi.
- Gemeinsame Normdatei: 189571047
- International Standard Name Identifier: 0000 0003 8951 0244
- Base Léonore: LH//1841/56
- Nationale Bibliotheek van Tsjechië: jo20181005683
- Nederlandse Thesaurus van Auteursnamen: 070110115
- Système universitaire de documentation: 243711697
- Virtual International Authority File: 282911629
- WorldCat: E39PBJpJhY9JDjqc6k7JBR9dQq